# Dana Point
Dana Point je pobřežní město v Kalifornii, v jižní části okresu Orange, jeden z mála přístavů v okrese. K roku 2010 tam žilo 33,351 obyvatel. Město je také velmi známé v surfařských kruzích, a na jednu ze zdejších pláží se lze dostat pomocí světoznámé dopravní tepny, která má svůj jižní konec právě ve městě Dana Point; Pacific Coast Highway (State Route 1, SR1). Obec byla osamostatněna a prohlášena za město 1. ledna 1989.
Město je pojmenováno po mysu Dana Point. Ten dostal své jméno po spisovateli a cestovateli Richardu Henrym Danovi ml., který toto místo podrobně vylíčil ve svém cestopisu Dva roky pod stěžněm. Ačkoliv je v knize oblast popsána jako chudé kotviště, je to také, dle autorových slov, jediné skutečně romantické místo na západním pobřeží. 

## Historie

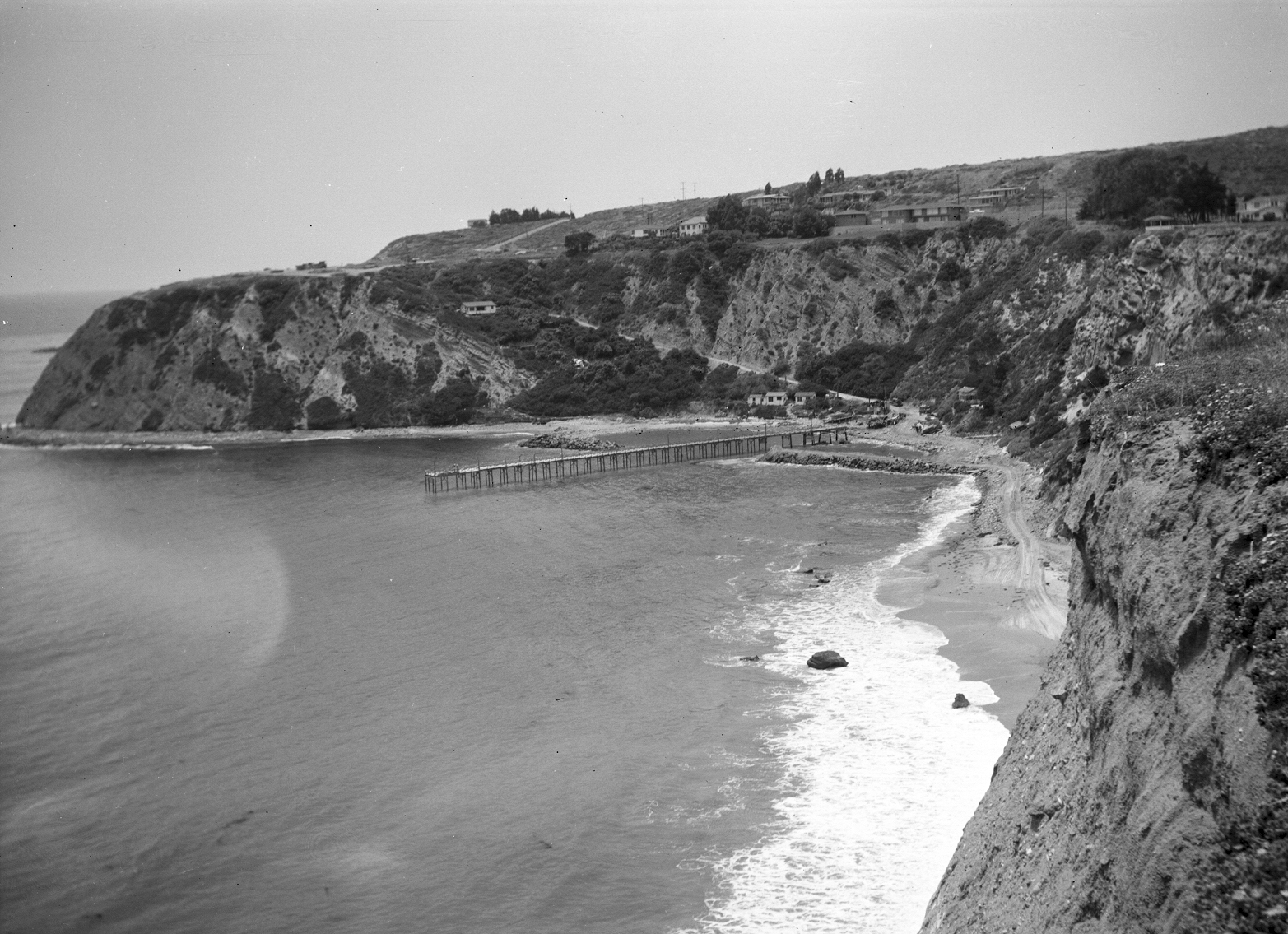
Mys Dana Point s přístavištěm, cca 1925

Dana Point bylo vcelku oblíbené kotviště ještě dávno před tím, než zde vyrostlo město. To bylo zapříčiněno tím, že v blízkosti stála misie San Juan Capistrano, s kterou se dal provozovat obchod. Za zlaté období této obchodní epochy lze považovat 40. léta 19. století. Ostatně právě v tuto dobu oblast navštívil na své lodi Pilgrim i Richard H. Dana.
Roku 1923 byla vytvořena skupina podnikatelů, která vybudovala oblast dnes známou pod názvem Hollywood Hills. Členové této skupiny byly tehdejší vydavatel novin Los Angeles Times Harry Chandler, a M. H. Sherman. Ten byl ředitelem železniční a tramvajové společnosti Pacific Electric Railway Company. Ke skupině se později připojil ještě Sidney H. Woodruff.   

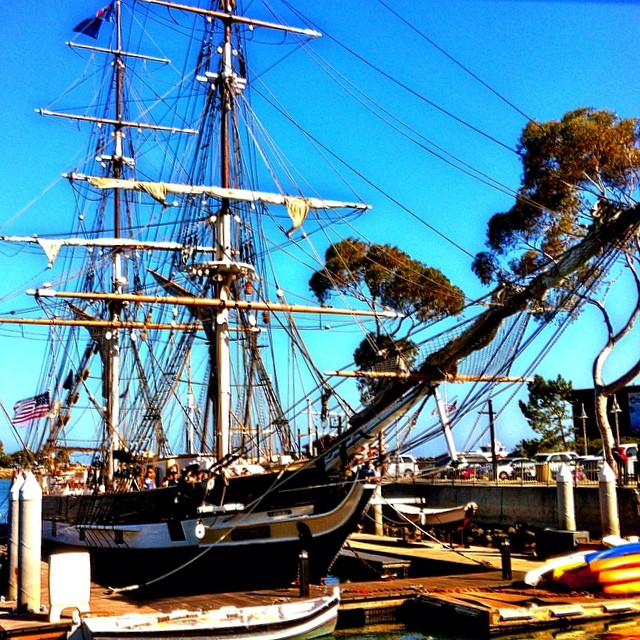
Replika lodi Pilgrim, na které do této oblasti zavítal spisovatel Richard Henry Dana ml., po němž nese celá oblast i své jméno. Tato loď je k vidění v místním přístavu.

Roku 1926 právě tato skupina vytvořila tzv. Dana Point Syndicate. Mezitím tito tři pánové navštívili investory, filmové producenty a ředitele různých společností, a slíbili jim, že pakliže se k syndikátu přidají, dostanou 5,6 km2 půdy právě na Dana Point.  Slíbili také, že oblast bude plně elektrifikována, budou zde vystavěny tříproudé dlážděné silnice, bude zde fungovat kanalizace, voda, a ostatní vybavení potřebné k správnému fungování města. Pod tímto příslibem Woodruff postavil prvních 75 obytných a obchodních domů. Valná většina z těchto Woodruffových domů je dnes k nalezení v centru města. Ulice se zde jmenují podle barvy pouličních lamp. Lze zde proto nalézt ulici nazvanou Blue Lantern Street, Violet Lantern Street, či například Green Lantern Street. Ještě před velkou hospodářskou depresí byl také vybudován přímořský hotel Dana Point Inn. Práce na rozvoji města postupně ustaly během 30. let 20. století. Důvodem byla velká hospodářská deprese, a také to, že syndikát postupně opustili jak Harry Chandler, tak M. H. Sherman. Woodruff se několik let marně snažil najít nové společníky a investory, nicméně celý projekt roku 1939 opustil i on. Spolu s tím prodal svůj podíl v Dana Point Syndicate. Zajímavostí je to, že všech 35 obytných domů, postavených během této první vlny rozvoje Dana Point je stále obydlených.
Moderní přístav v té podobě, jak zde dodnes stojí, byl budován během 60. let 20. století. Slavnostního otevření se dočkal 31. července 1971, a je domovem mnoha obchodů a restaurací. Odtud také denně vyplouvá loď na nedaleký ostrov Catalina (Catalina Express).
Hned vedle přístavu je mys Dana Point. Čtvrť na něm a na sever od něho se jmenuje The Strands a představuje obytnou luxusní městskou část, která byla původně součástí holdingu Chandler Family holdings. Během následujícího desetiletí byl přístup na mys a přilehlou pláž velmi omezen. Vstup byl povolen pouze po úzké prašné cestičce. Začátkem nového tisíciletí byly parcely na Strands nabízeny k zástavbě. Původně se počítalo, že půjde o vysoce osídlenou oblast, na níž měl vyrůst i velký vícepatrový hotel, nicméně roku 2010 zde stálo pouze něco málo přes 100 rodinných domů, a nezdá se, že se jejich počet bude nějakým závratným počtem navyšovat. V rámci budování této nové čtvrti se také rozhodlo, že bude usnadněn přístup na Strands Beach. Vybudovány byly schody v místech vysokého klesání k pláži, lavičky podél cesty, a podél pláže byl postaven chodník. Tyto výdobytky jsou návštěvníkům otevřeny od roku 2006. Zajímavý je také fakt, že průměrná cena nemovitostí ve čtvrti The Strands se pohybuje okolo $10,000,000.

## Geografie
Město je o celkové rozloze 76 km2, z čehož je 60 km2 vodní plocha. Mys Dana Point je charakteristickým geografickým rysem pobřežní oblasti Orange County. 

| Dana Point (1982 - 2010) – podnebí                 | Dana Point (1982 - 2010) – podnebí | Dana Point (1982 - 2010) – podnebí | Dana Point (1982 - 2010) – podnebí | Dana Point (1982 - 2010) – podnebí | Dana Point (1982 - 2010) – podnebí | Dana Point (1982 - 2010) – podnebí | Dana Point (1982 - 2010) – podnebí | Dana Point (1982 - 2010) – podnebí | Dana Point (1982 - 2010) – podnebí | Dana Point (1982 - 2010) – podnebí | Dana Point (1982 - 2010) – podnebí | Dana Point (1982 - 2010) – podnebí | Dana Point (1982 - 2010) – podnebí |
| Období                                             | leden                              | únor                               | březen                             | duben                              | květen                             | červen                             | červenec                           | srpen                              | září                               | říjen                              | listopad                           | prosinec                           | rok                                |
| -------------------------------------------------- | ---------------------------------- | ---------------------------------- | ---------------------------------- | ---------------------------------- | ---------------------------------- | ---------------------------------- | ---------------------------------- | ---------------------------------- | ---------------------------------- | ---------------------------------- | ---------------------------------- | ---------------------------------- | ---------------------------------- |
| Průměrné denní maximum [°C]                        | 18,4                               | 18,9                               | 19,1                               | 20,4                               | 21                                 | 22,7                               | 25                                 | 25,9                               | 25,8                               | 24,1                               | 21,2                               | 18,6                               | 21,8                               |
| Průměrná teplota [°C]                              | 12,3                               | 12,9                               | 13,3                               | 14,8                               | 16,2                               | 18,1                               | 20,2                               | 21                                 | 20,5                               | 18,3                               | 15                                 | 12,4                               | 16,3                               |
| Průměrné denní minimum [°C]                        | 6,3                                | 6,9                                | 7,6                                | 9,2                                | 11,5                               | 13,5                               | 15,5                               | 16,1                               | 15,2                               | 12,5                               | 8,9                                | 6,3                                | 10,8                               |
| Průměrné srážky [mm]                               | 57                                 | 56                                 | 52                                 | 24                                 | 5                                  | 3                                  | 1                                  | 3                                  | 8                                  | 7                                  | 37                                 | 43                                 | 296                                |
| Zdroj: https://en.climate-data.org/location/16339/ |                                    |                                    |                                    |                                    |                                    |                                    |                                    |                                    |                                    |                                    |                                    |                                    |                                    |

## Demografie
K roku zde bydlelo celkem 33 351 obyvatel, čili jejich hustota byla 436 osob/km2. Naprostá většina 33 110 obyvatel (99,3 %)  žila v rodinných domech, kterých tu bylo 14 182. Rasové složení bylo následující:
- 28 701 (86,1 %) bílých
- 294 (0,9 %) černých
- 229 (0,7 %) původních Američanů
- 1064 (3,2 %) asiatů
- 37 (0,1 %) tichomořských ostrovanů
- 1952 (5,9 %) ostatních ras

## Fotogalerie

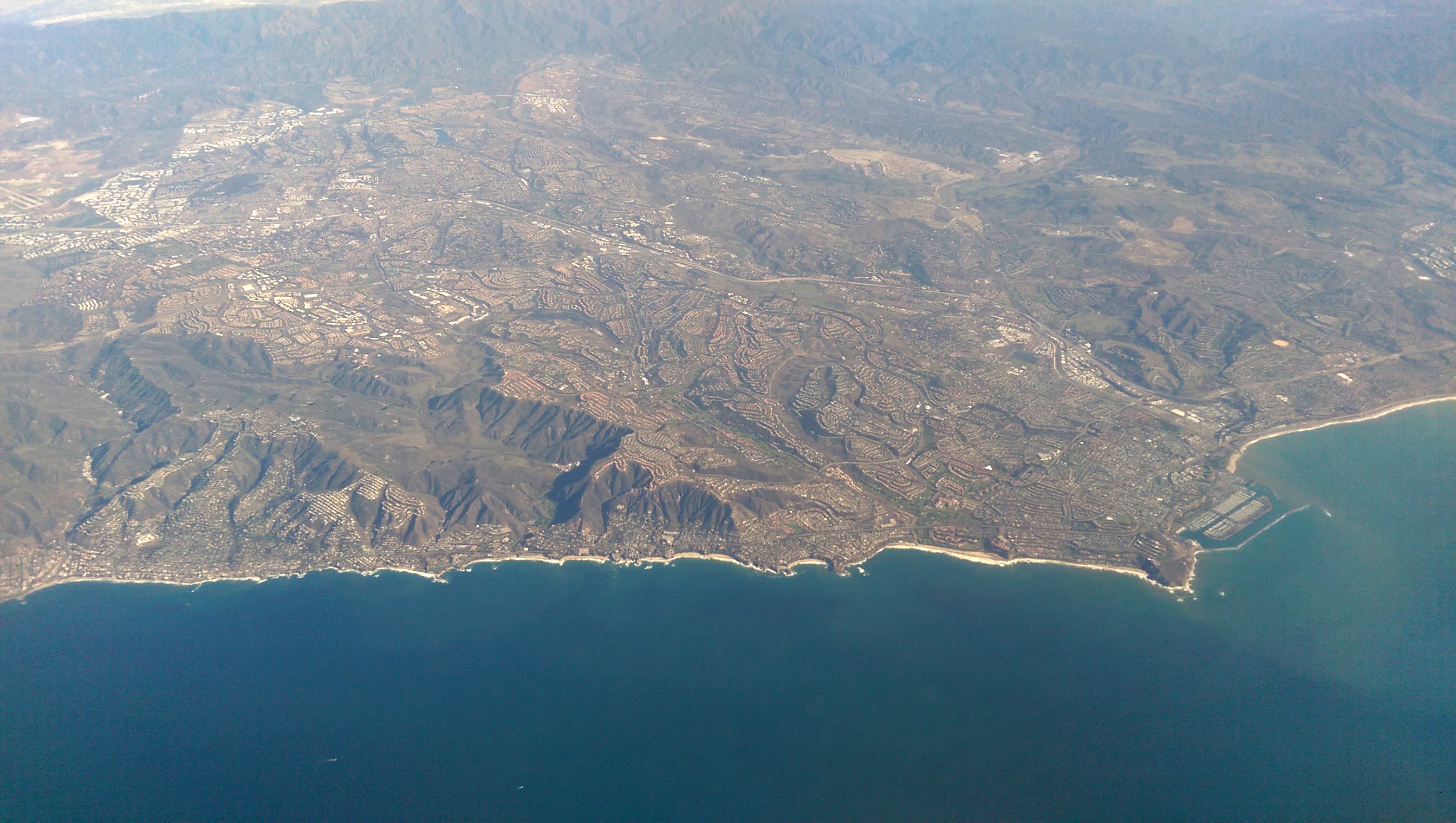
Dana Point s veškerým okolím
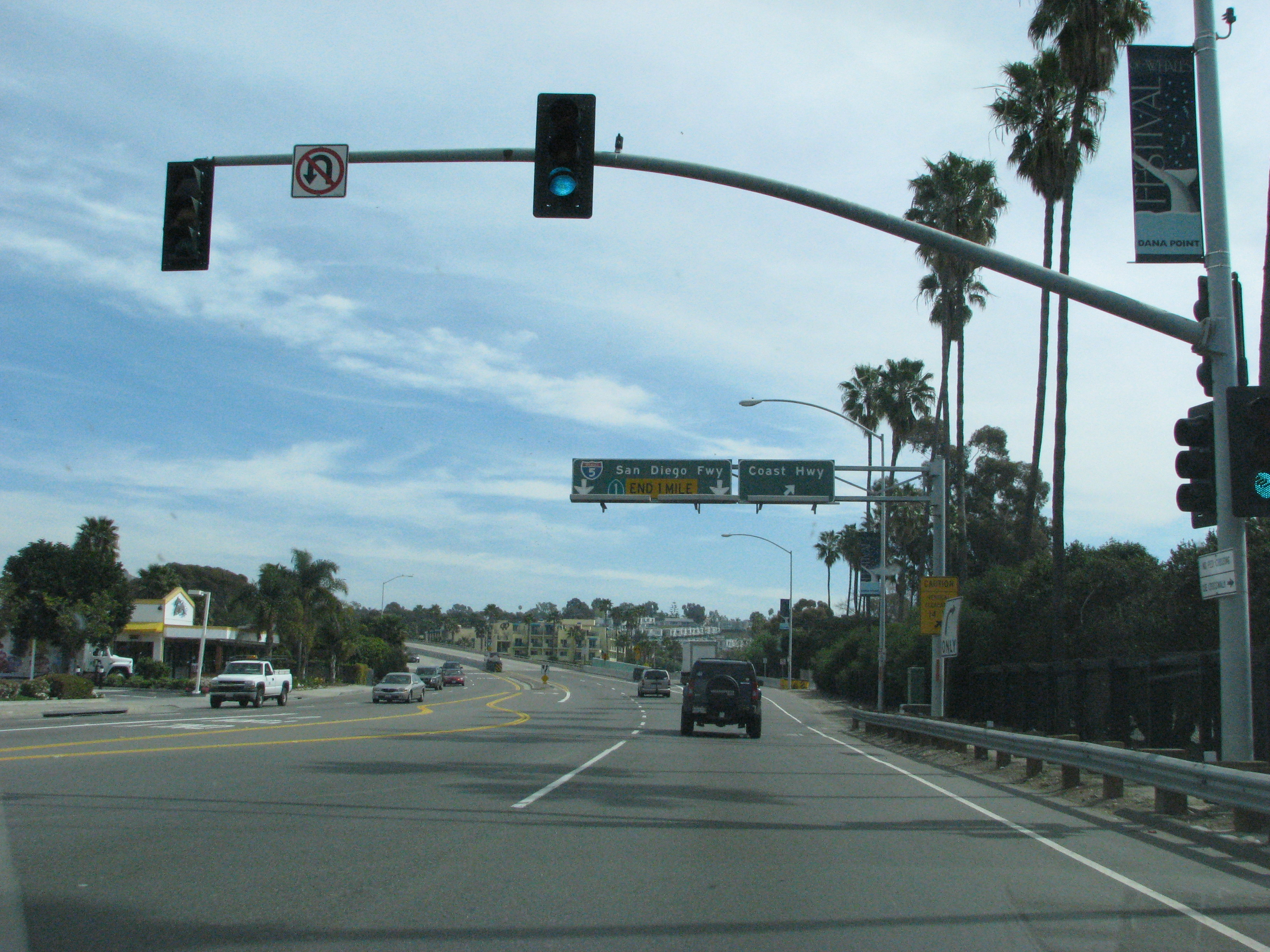
Pacific Coast Highway poblíž svého jižního konce ve městě Dana Point
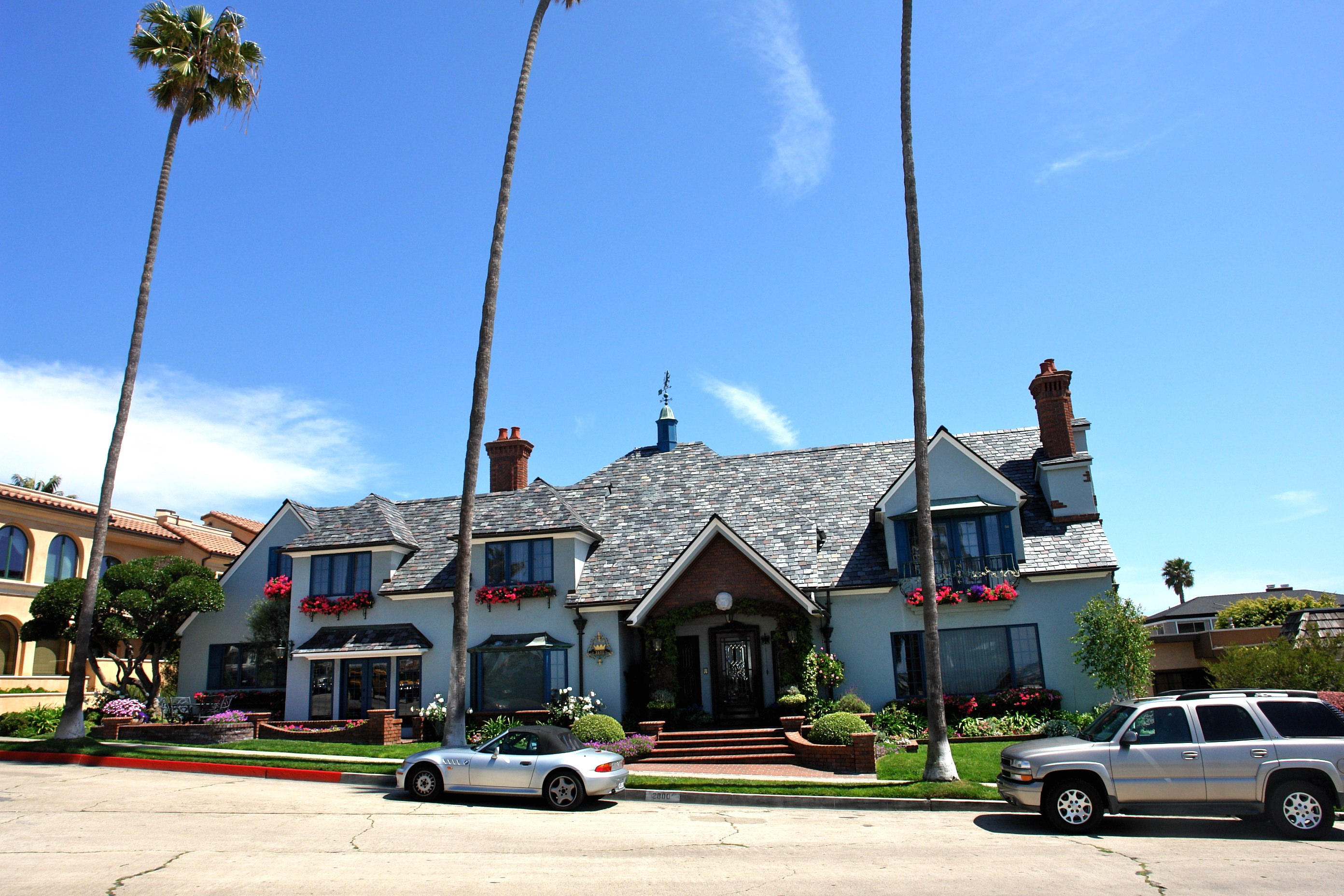
Domy v Dana Point
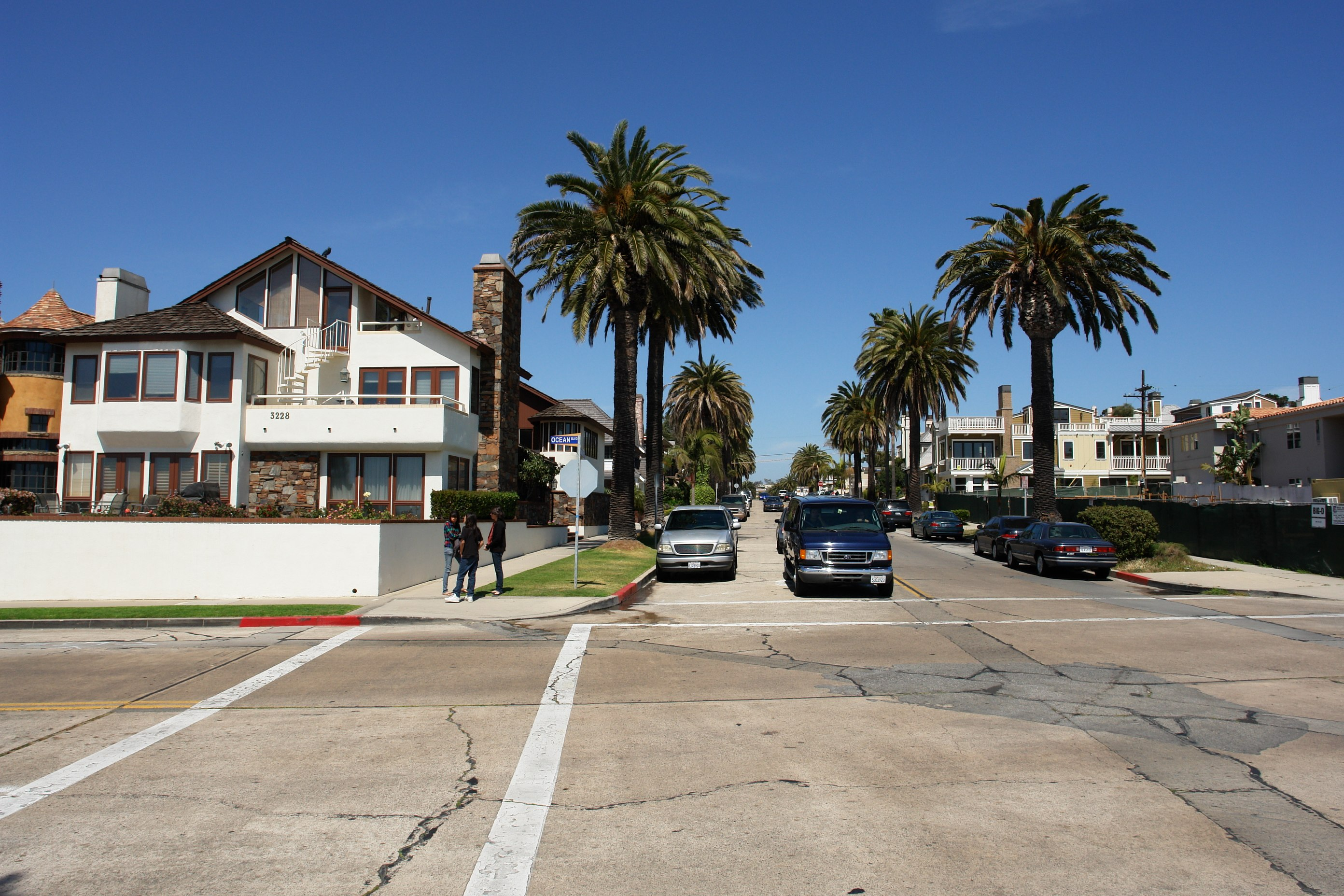
Ulice v Dana Point
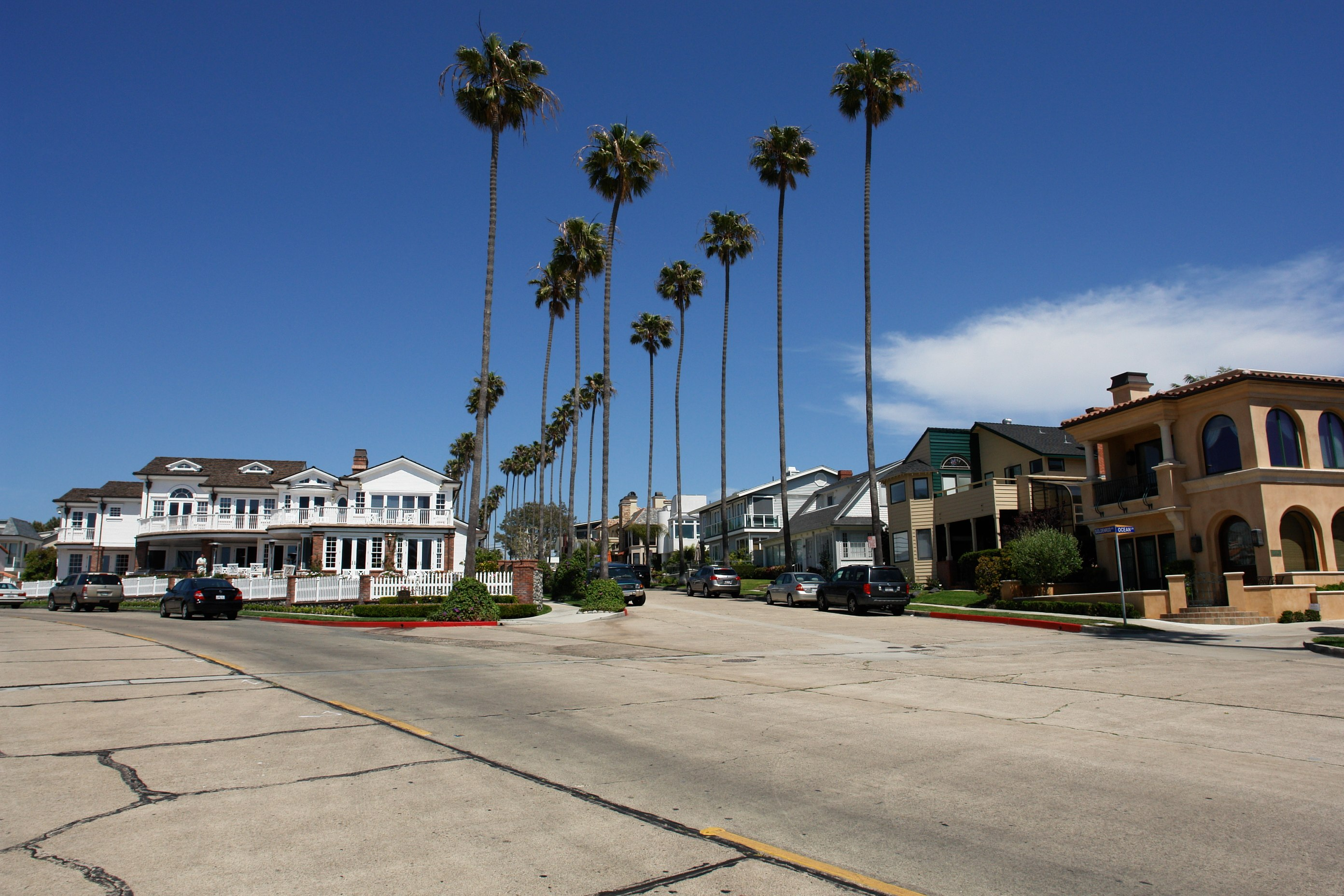
Ulice v Dana Point
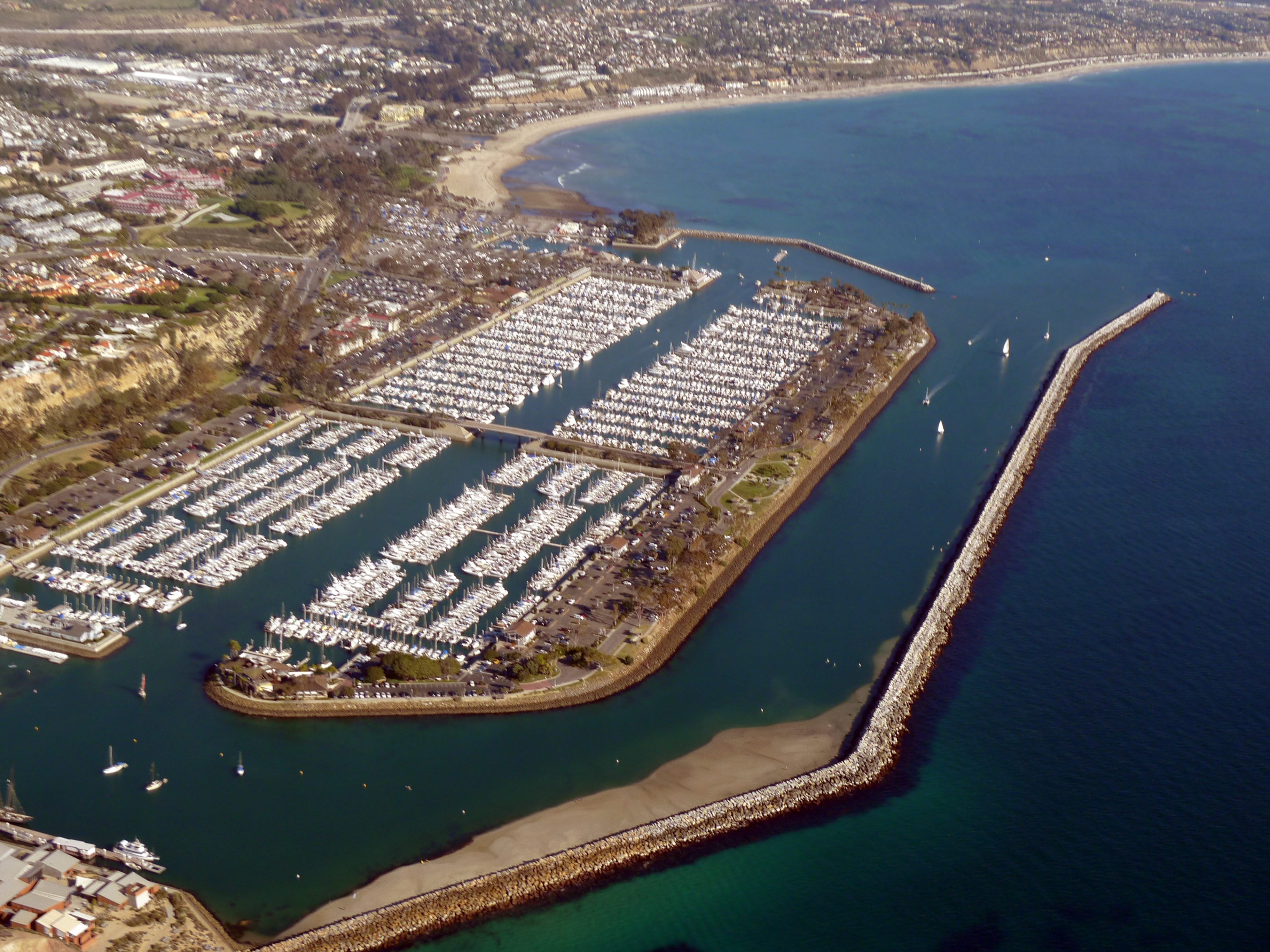
Přístav zabíraný od mysu Dana Point
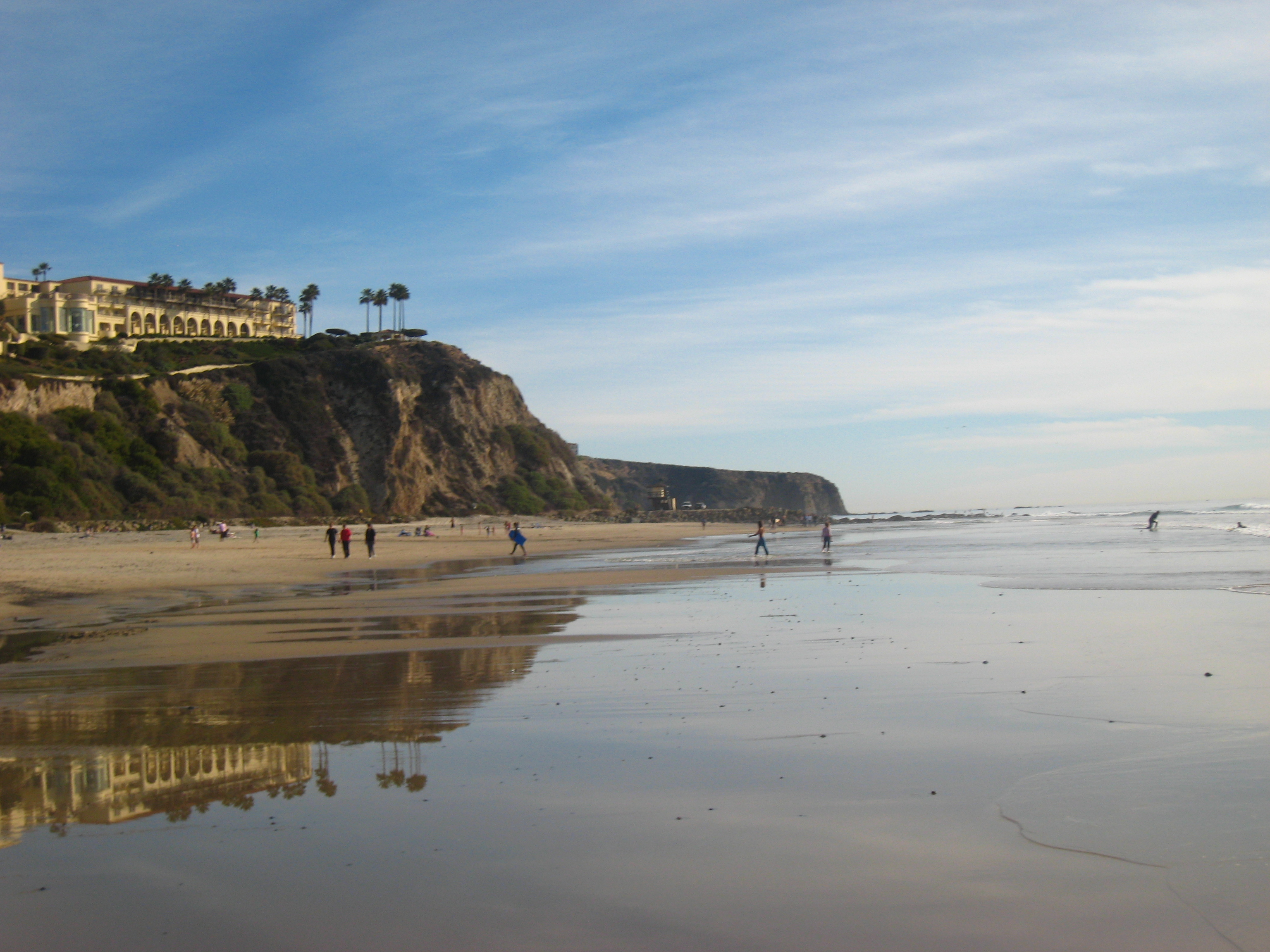
Strand Beach
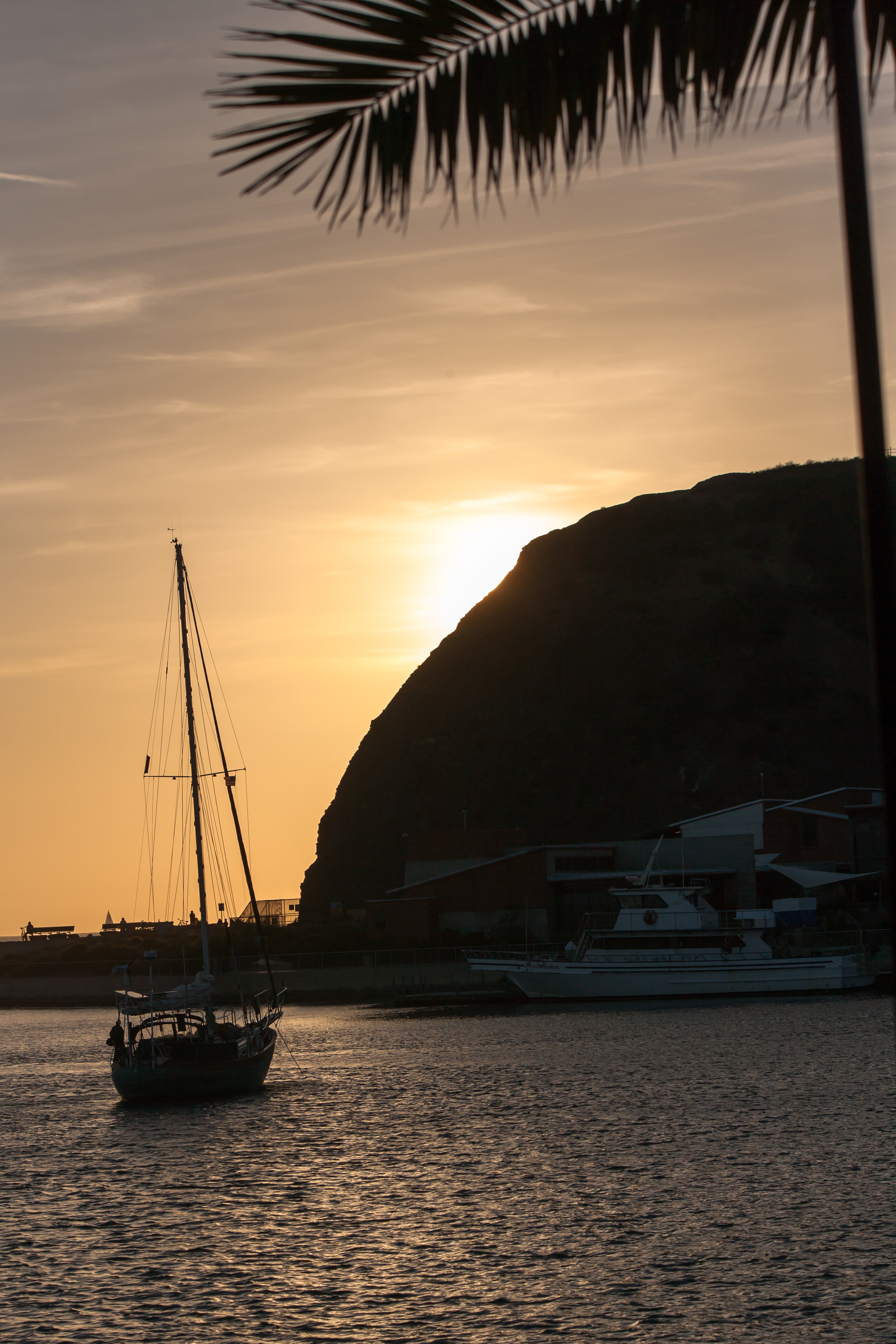
Přístav v Dana Point za soumraku